# Adolf Friedrich Johann Butenandt
Adolf Friedrich Johann Butenandt (Lehe, 24 marzo 1903 – Monaco di Baviera, 18 gennaio 1995) è stato un biochimico tedesco.

## Biografia
Nato a Lehe, vicino a Brema, iniziò i suoi studi universitari all'Università di Marburgo. Per il suo dottorato si unì al gruppo di lavoro del premio Nobel Adolf Windaus all'Università di Gottinga e terminò gli studi conseguendo il dottorato in chimica nel 1927. Adolf Windaus e Walter Schöller della Schering gli indicarono di lavorare sugli ormoni estratti dalle ovaie. Questa ricerca portò alla scoperta dell'estrone (1929) e successivamente di altri principali ormoni sessuali maschili e femminili, ricavati da diverse migliaia di litri di urina, quali l'androsterone (1931), il progesterone e il testosterone (1934). Per gli studi condotti in questo ambito di ricerca vinse il premio Nobel per la chimica nel 1939 insieme con Leopold Ruzicka che riuscì a sintetizzare diversi steroidi scoperti allora, ma il governo nazista gli impedì di ricevere il premio. Riuscì a ritirarlo nel 1949, dopo la fine della seconda guerra mondiale.
Dopo la sua abilitazione divenne professore a Gottinga nel 1931. Insegnò all'Università Tecnica di Danzica nel 1933 e, dopo una visita negli Stati Uniti, divenne direttore dell'Istituto Kaiser Wilhelm per la biochimica (successivamente Istituto Max Planck per la biochimica) a Berlino-Dahlem nel 1936. Butenandt si iscrisse al NSDAP il 1º maggio 1936. Come capo di un importante istituto chiese il finanziamento dal governo, che era principalmente concentrato sulla ricerca che potesse avere risvolti bellici. Così alcune delle sue aree di ricerca ebbero un collegamento con progetti militari, come il miglioramento del rifornimento di ossigeno per i piloti bombardieri che volavano alto. Le sue implicazioni col regime nazista e la tipologia di temi di ricerca provocarono delle critiche nel dopoguerra e perfino dopo la sua morte permane insoluto un dibattito sul suo orientamento politico durante il nazismo. Quando l'istituto fu spostato a Tubinga nel 1945 Butenandt divenne professore all'Università di Tubinga. Nel 1956, quando l'istituto fu stabilito a Martinsried, un sobborgo di Monaco, insegnò all'Università di Monaco. Ricoprì anche il ruolo di presidente della Società Max Planck dal 1960 al 1972 succedendo a Otto Hahn.
Butenandt è accreditato come lo scopritore del feromone del baco da seta nominato bombicolo, scoperto nel 1959. Nello stesso anno, insieme con Peter Karlson, introdusse il concetto di feromone.
Butenandt morì a Monaco nel 1995 all'età di 91 anni.